# N’de Yapi
N’de Caroline Yapi (ur. 13 stycznia 1999) – iworyjska zapaśniczka walcząca w stylu wolnym. Brązowa medalistka igrzysk afrykańskich w 2019 i czwarta w 2023. Piąta na mistrzostwach Afryki w 2019. Wicemistrzyni igrzysk frankofońskich w 2023 roku.